# クライストチャーチ・ニコラタウン教区
クライストチャーチ・ニコラタウン教区（クライストチャーチ・ニコラタウンきょうく、英語: Christ Church Nichola Town Parish）は、セントクリストファー・ネイビスの行政教区のひとつ。セントクリストファー島中部に位置する。
同国では珍しく「セント～（聖 + 人名）」と称していない教区のひとつでもある。人口は2,626人（2011年国勢調査）。

## 主な都市
- Bourryeux
- ロッジ・ヴィレッジ（Lodge Village）
- マンション（Mansion）
- モリニュー（Molyneux） - 最大の都市
- ニコラタウン（Nichola Town） - 中心地とされる
- フィリップス（Phillips）

## 出身者
- メアリー・チャールズ・ジョージ（英語版） - 教師[2]
- ジョーイ・ベンジャミン（英語版） - クリケット選手